# الکترونیک دریایی
الکترونیک دریایی (انگلیسی: Marine electronics) به دستگاه‌های الکترونیکی گفته می‌شود که برای استفاده در محیط‌های دریایی، در کشتی‌ها و قایق‌های تفریحی طراحی شده و طبقه‌بندی می‌شوند. از آنجا که حتی قطره‌های کوچک آب نمک دستگاه‌های الکترونیکی را از بین می‌برد، بنابراین اغلب این نوع دستگاه‌ها یا در برابر آب مقاوم هستند یا ضدآب می‌باشند.